# Innernzell
Innernzell è un comune tedesco di 1 662 abitanti, situato nel land della Baviera.